# Otten (Kreis Heiligenbeil)
Otten war ein Ort im Kreis Heiligenbeil in Ostpreußen. Seine Ortsstelle liegt heute im Bereich des Munizipalkreises Rajon Bagrationowsk (Stadtkreis Preußisch Eylau) in der Oblast Kaliningrad (Gebiet Königsberg (Preußen)) der Russischen Föderation.

## Geographische Lage
Die Ortsstelle Ottens liegt im südlichen Westen der Oblast Kaliningrad, 20 Kilometer östlich der früheren Kreisstadt Heiligenbeil (russisch Mamonowo) bzw. 26 Kilometer westlich der heutigen Rajonshauptstadt Bagrationowsk (deutsch Preußisch Eylau).

## Geschichte
Erstmalig urkundlich erwähnt wurde das damalige Salpeyn um 1405. Der Ort mit seinem Gut (mit Insthäusern) sowie einem Chausseehaus wurde nach 1405 Sulpalwen, nach 1408 Sulpeyen, nach 1416 Sulpaynen und nach 1538 Otten genannt.
Als 1874 der Amtsbezirk Jäcknitz im ostpreußischen Kreis Heiligenbeil errichtet wurde, gehörte der Gutsbezirk Otten von Anfang an dazu. Am 18. August 1881 jedoch wurde er in den Amtsbezirk Wesselshöfen (russisch Puschkino) umgegliedert, kehrte aber schon am 28. Oktober 1886 wieder in den Amtsbezirk Jäcknitz zurück.
Im Jahre 1910 zählte Otten 116 Einwohner.
Aus dem Nachbargutsbezirk Baumgart wurden am 12. März 1914 Wiesenparzellen in den Gutsbezirk Otten umgegliedert, während am 7. Februar 1923 Teile des Gutsbezirks Otten in den Gutsbezirk Dösen (russisch Skworzowo), aber auch Teile der Gutsbezirke Schönrade, Baumgart und Dösen nach Otten eingegliedert wurden.
Schließlich gab Otten seine Eigenständigkeit auf und schloss sich am 30. September 1928 mit dem Gutsbezirk Jäcknitz zur neuen Landgemeinde Jäcknitz zusammen.
Als 1945 die Provinz Ostpreußen in Kriegsfolge zwischen der Sowjetunion und Polen geteilt wurde, gehörte Otten zum nördlichen Teil und lag nur vier Kilometer nördlich der russisch-polnischen Staatsgrenze. Bereits in den ersten Nachkriegsjahren verliert sich die Spur des Ortes, eine russische Namensgebung ist nicht bekannt, auch nicht die Zugehörigkeit zu einem Dorfsowjet. Otten gilt als aufgegeben und untergegangen. Die Ortsstelle liegt heute im Munizipalkreis Rajon Bagrationowsk (Stadtkreis Bagrationowsk) in der russischen Oblast Kaliningrad (Gebiet Königsberg (Preußen)).

## Religion
Bis 1945 war Otten in das evangelische Kirchspiel der Kirche Zinten (russisch Kornewo) in der Kirchenprovinz Ostpreußen der Kirche der Altpreußischen Union eingepfarrt.

## Verkehr
Die kaum noch erkennbare Ortsstelle von Otten liegt an der Straße, die von Kornewo (Zinten) über Pogranitschny (Hermsdorf) in das russisch-polnische Grenzgebiet bei dem früheren Deutsch Thierau (russisch Iwanzowo) an der Grenzübergangsstelle Mamonowo II/Grzechotki der einstigen „Berlinka“ führt. Bis 1945 war Zinten die nächste Bahnstation.